# Castelul Károly din Dobric
Castelul Károly din Dobric este un monument istoric aflat pe teritoriul satului Dobric, comuna Căianu Mic. În Repertoriul Arheologic Național, monumentul apare cu codul 32857.03. Figurează în lista monumentelor istorice sub cod LMI BN-II-m-B-01646.

## Istoric și trăsături
În Evul Mediu satul Dobric aparținea domeniului Săsarm, prima mențiune documentară fiind din anul 1456.
Castelul a fost construit în secolul al XVIII-lea de către nobilul maghiar Mikes. În anul 1848, revoluționarii români, cu sprijinul armatei imperiale, au atacat și devastat castelul. În perioada respectivă castelul îi aparținea lui Mikes (IV.) Benedek, care în acele zile a pățit același lucru și cu proprietățile sale din Ocna Mureș. Când fata sa, Etelka s-a căsătorit cu Bornemissza Károly, castelul era restaurat în întregime.
Însă în anul 1900 castelul a ars, iar lucrările de reconstrucție efectuate de Károly s-au întins pe durata a doi ani. Károly a decedat în anul 1911, proprietatea din Dobric, întinsă pe o suprafață de 1600 de acri, trecând pe numele fostului ginere, Barcsay Tamás, deoarece singura sa fiică, Eszter, decedase.
Acesta a vândut proprietatea avocatului dr. Aurel Milea, unul dintre cei mai bogați oameni din zonă.
Între anii 1944-1945 în clădire au fost încartiruiți ofițeri ruși, care au scos o parte din mobilier.
În perioada comunistă în castel au funcționat o școală, o bibliotecă, un cabinet medical și un cinema. După revenirea la democrație, fetele avocatului Milea, Zoe Constantinescu și Carmen Hortensia Mureșan au solicitat restituirea proprietății, fiindu-le retrocedate 300 de hectare de pădure și 60 de hectare de teren arabil, iar pentru restul de 20 de hectare, pe care se extinsese vatra satului, au primit o compensație.
Moștenitoarele au donat clădirea castelului Mitropoliei Clujului, care a înființat în 1993 în incinta castelului o mănăstire de maici, clădirea pierzându-și mult din aspectul inițial.
Complexul monahal este format din vechiul  conac, unde a fost amenajat un paraclis cu hramul „Sfinții Împărați Constantin și Elena”, o bisericuță din lemn cu hramul „Sfântul Evanghelist Luca”, construită în stil maramureșean de către meșterii din Bârsana,  și căminul de vârstnici „Aurel și Dudica Milea”.
Mănăstirea a fost de-a lungul anilor scena mai multor conflicte interconfesionale între ortodocși și penticostali, ultimii fiind majoritari în zonă.

## Imagini

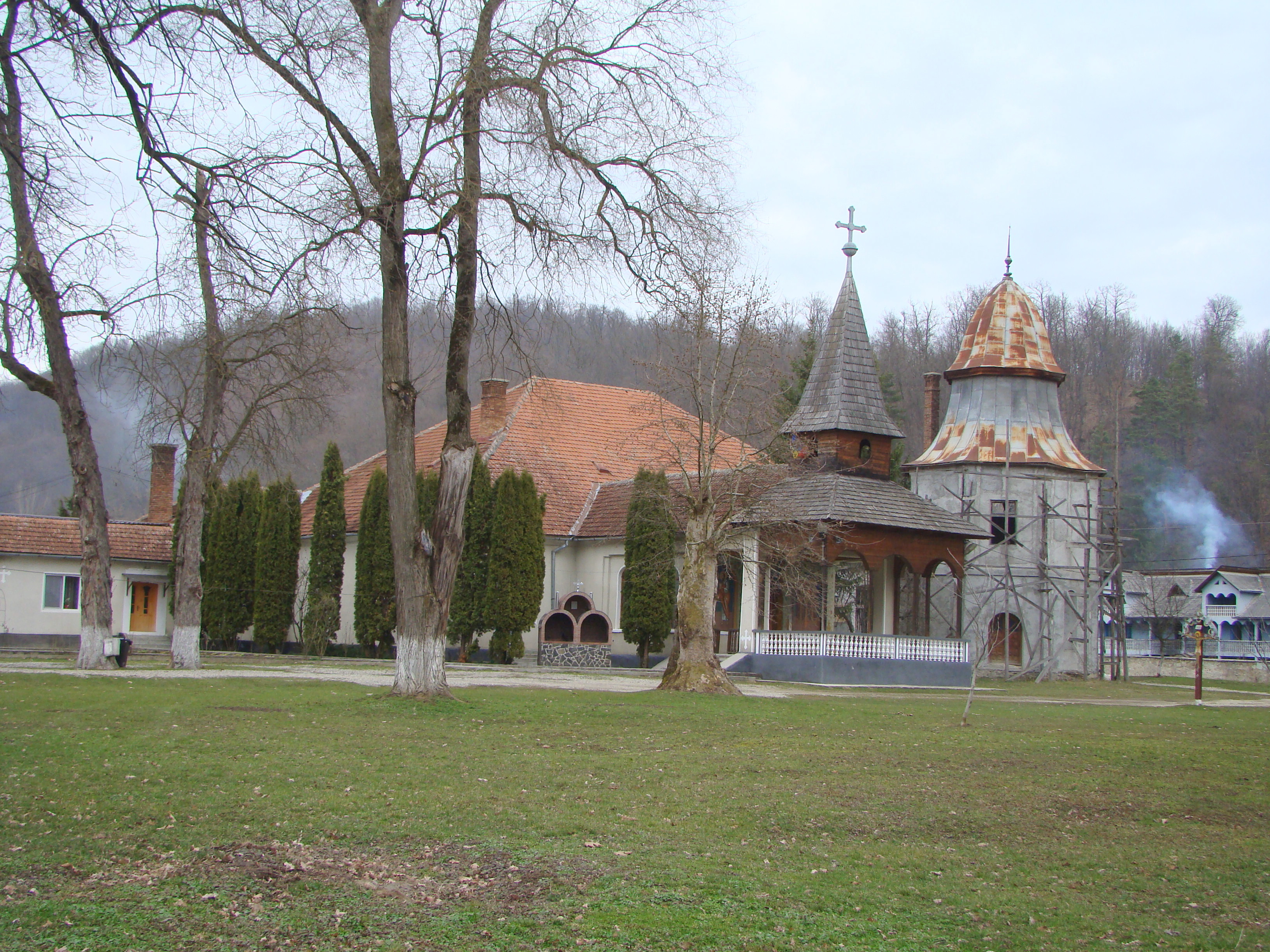
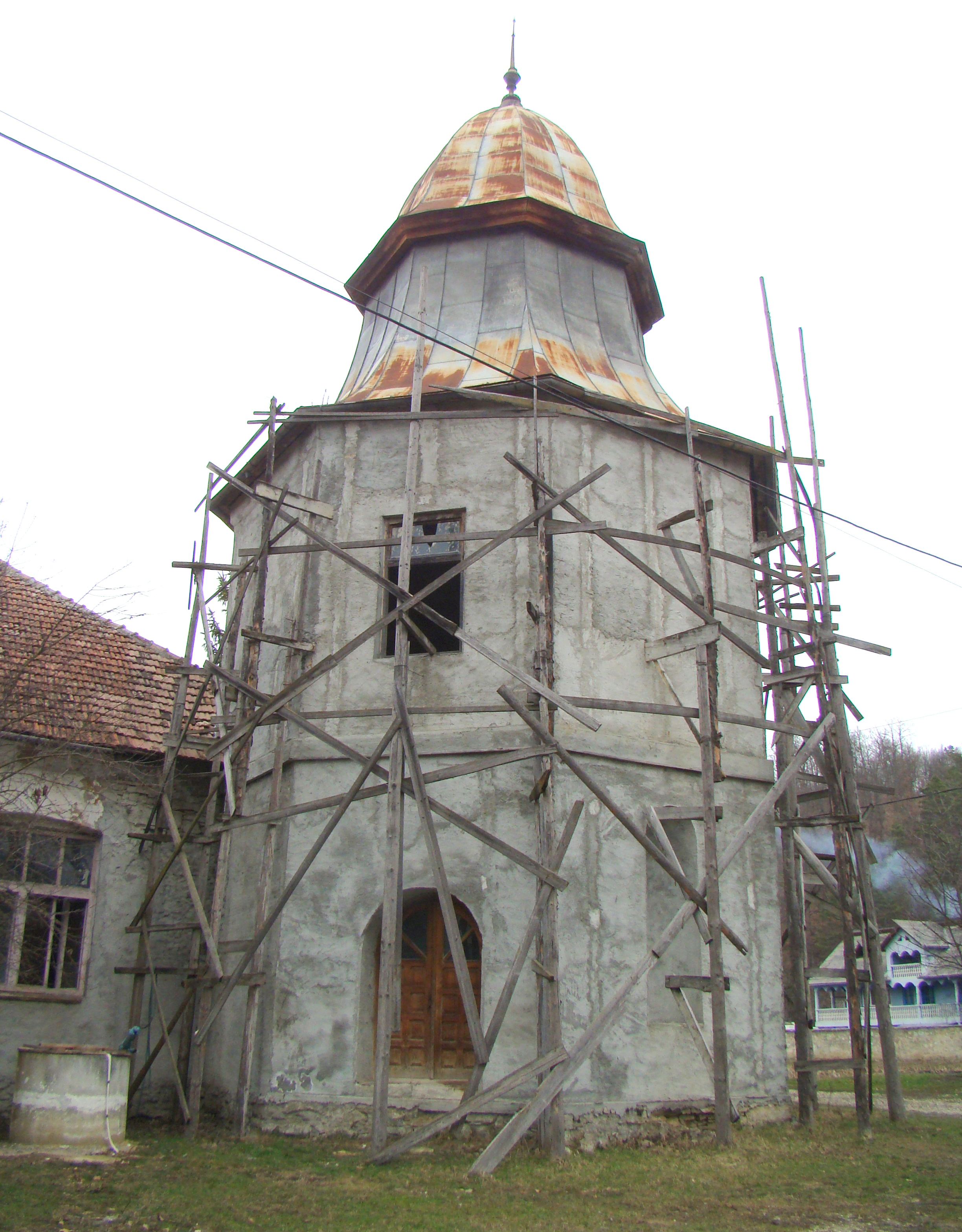
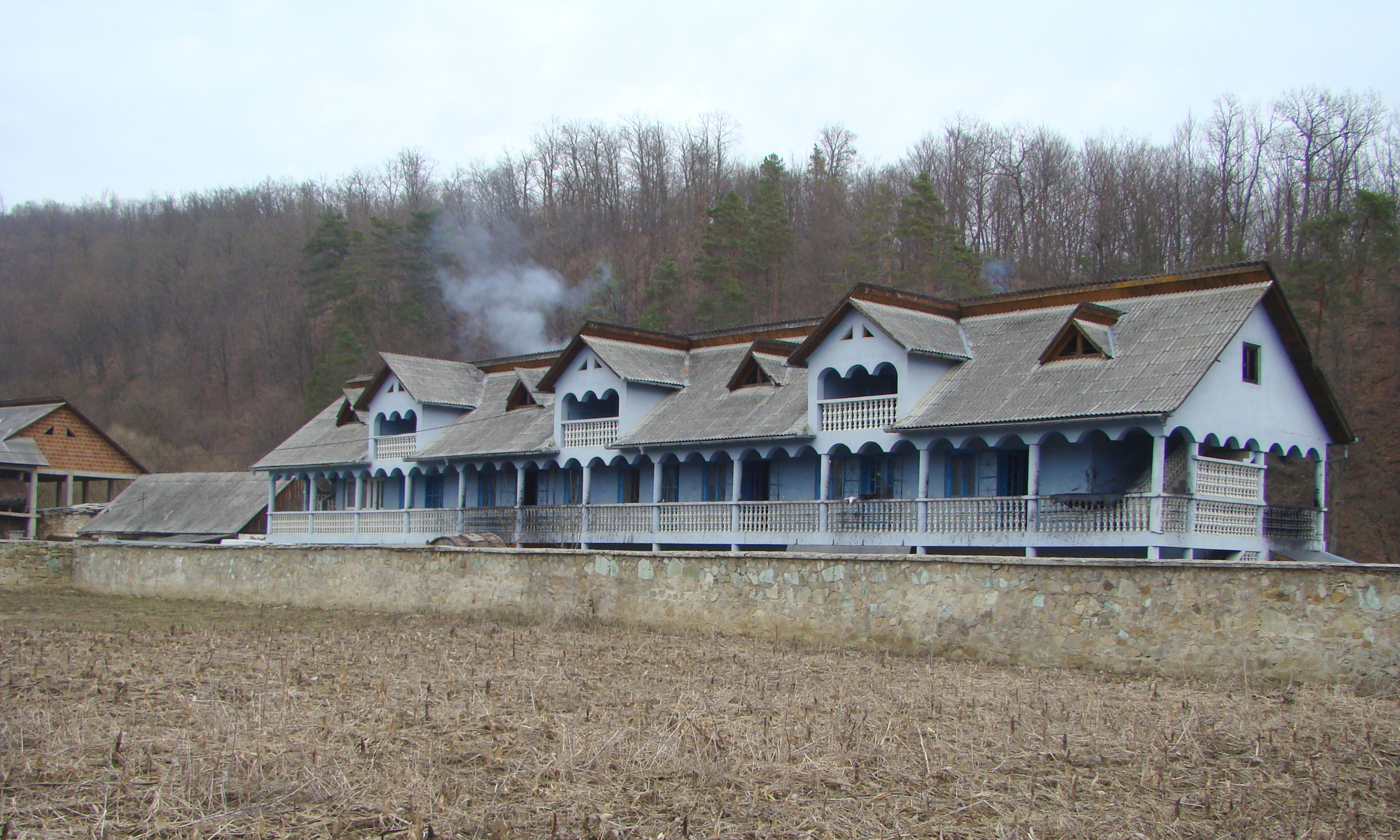
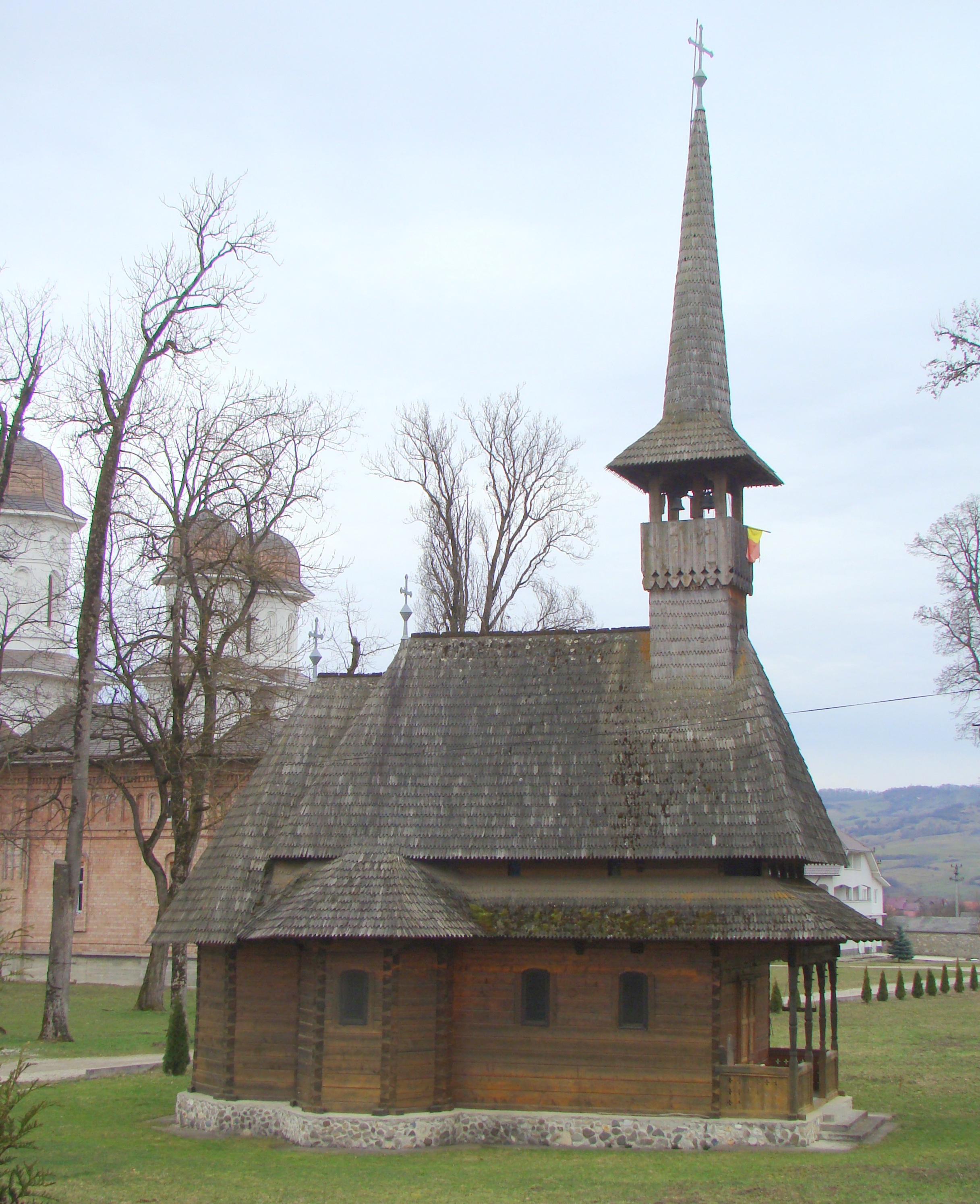
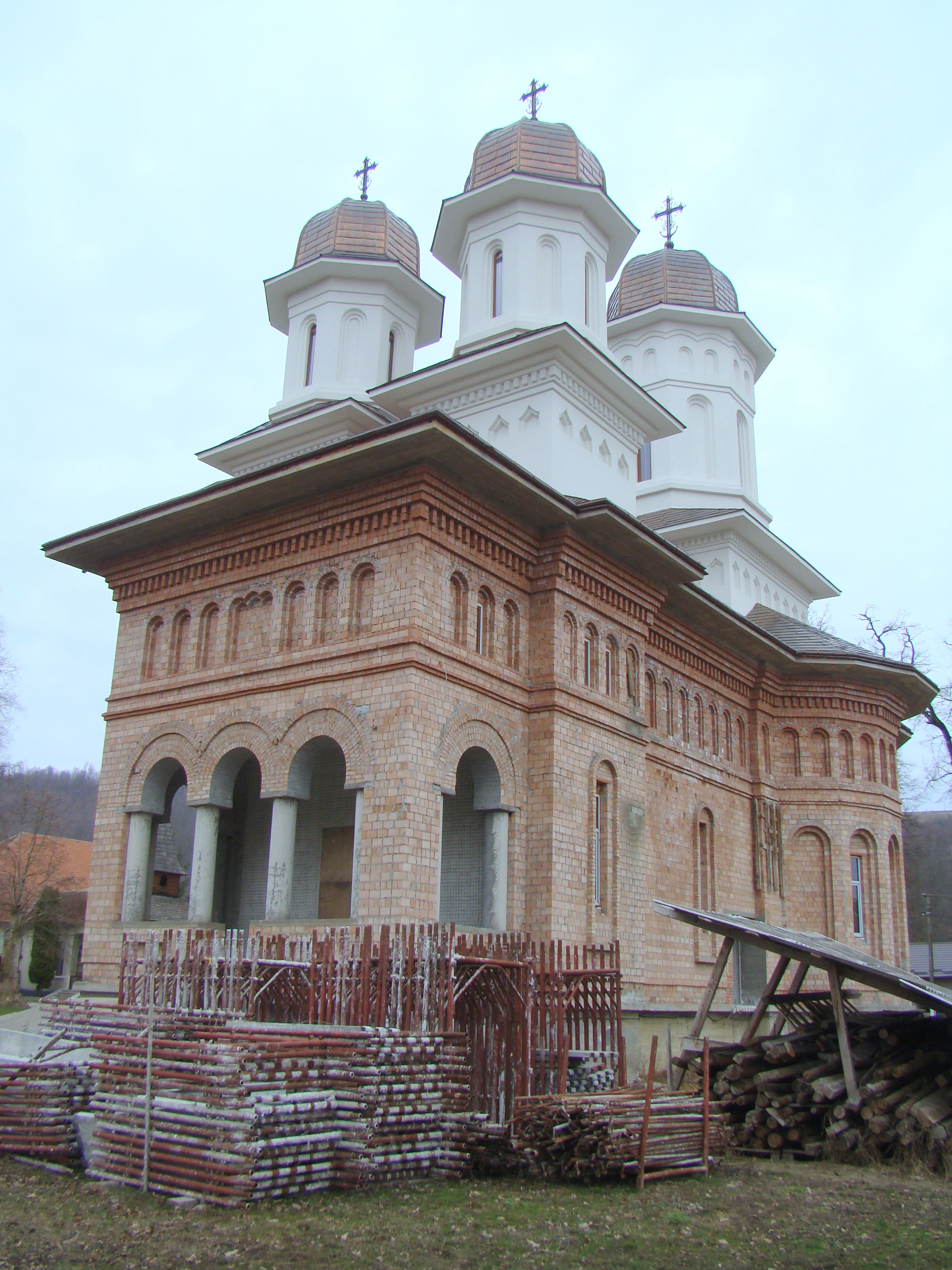
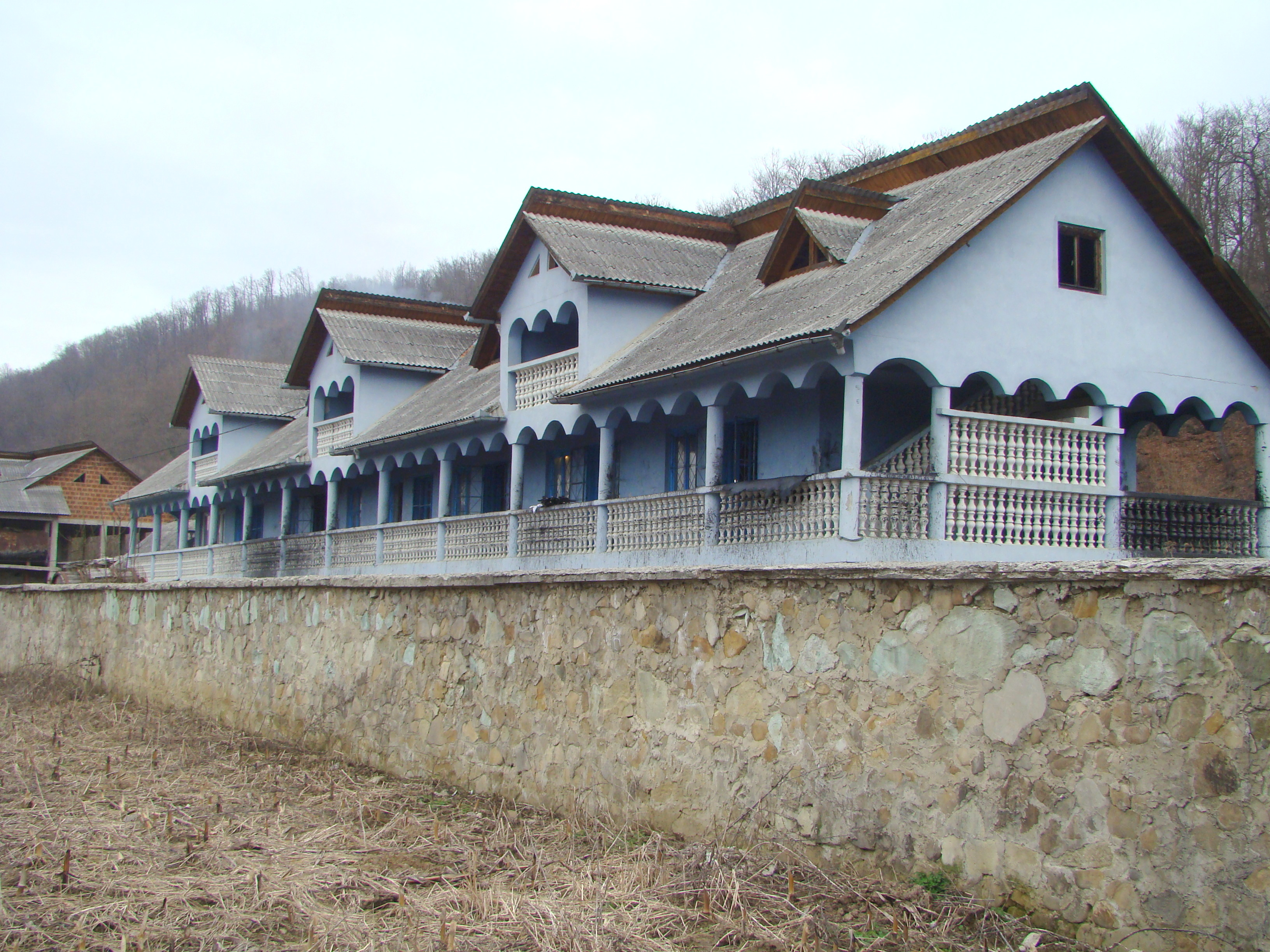
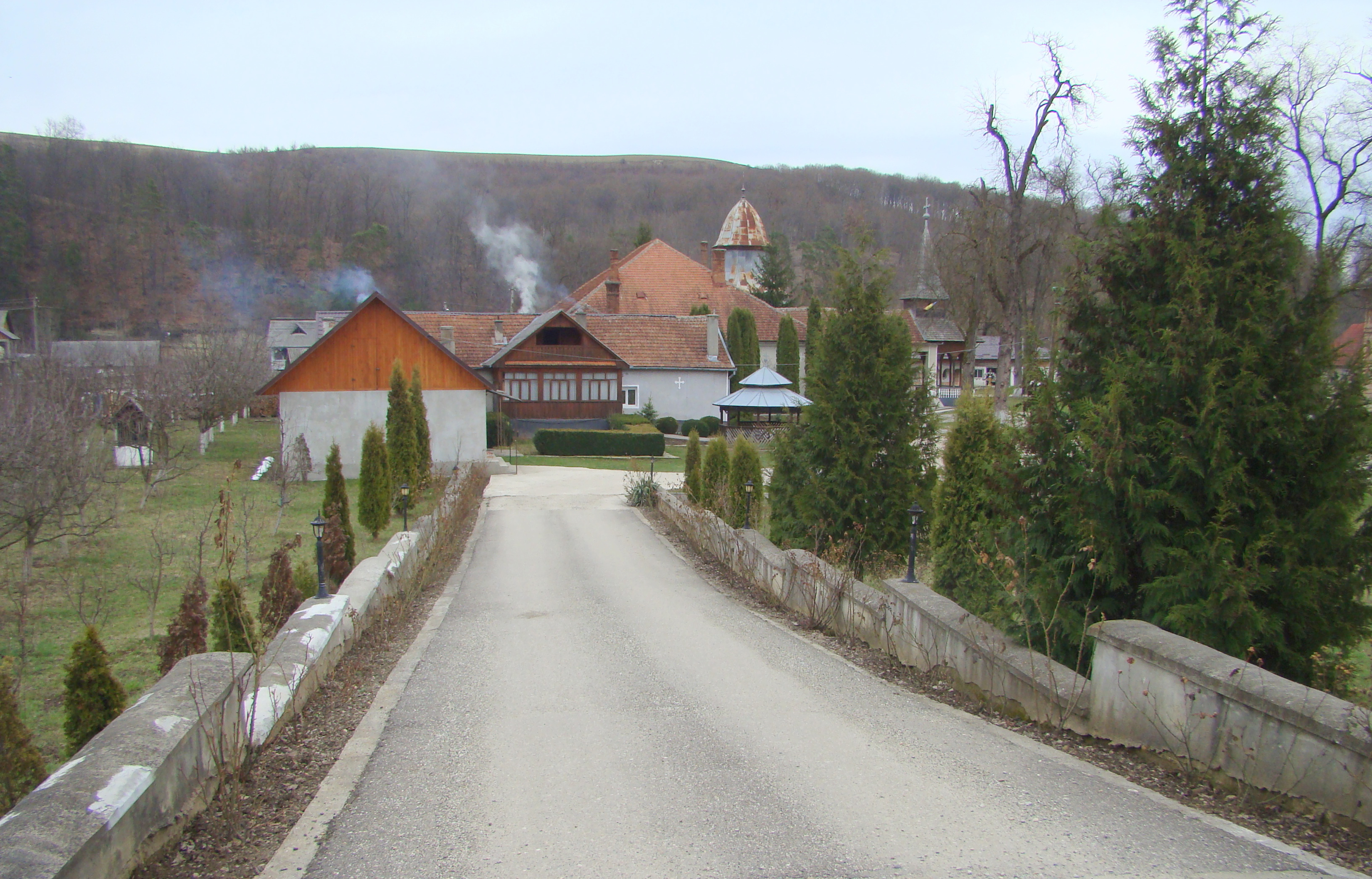
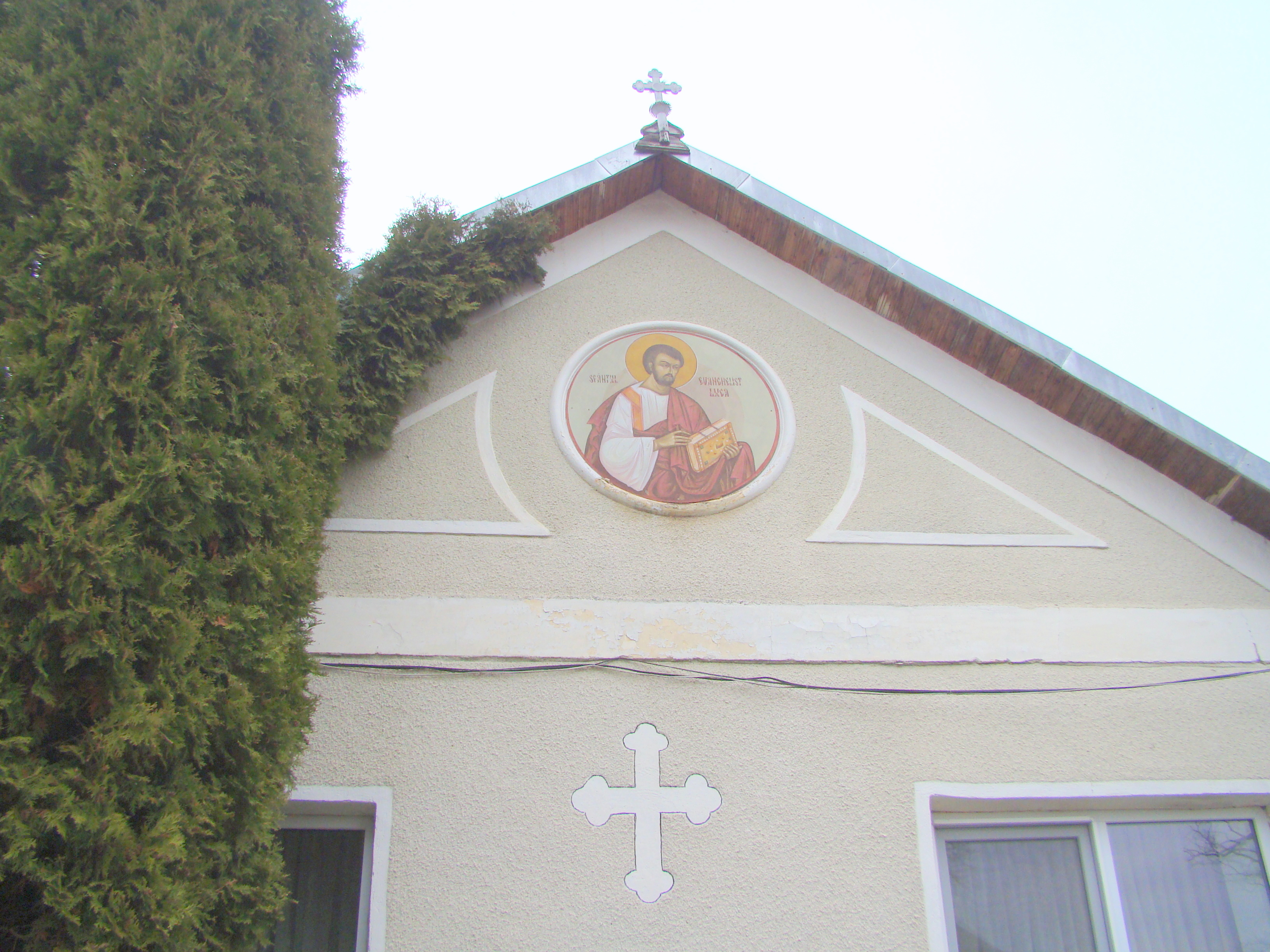
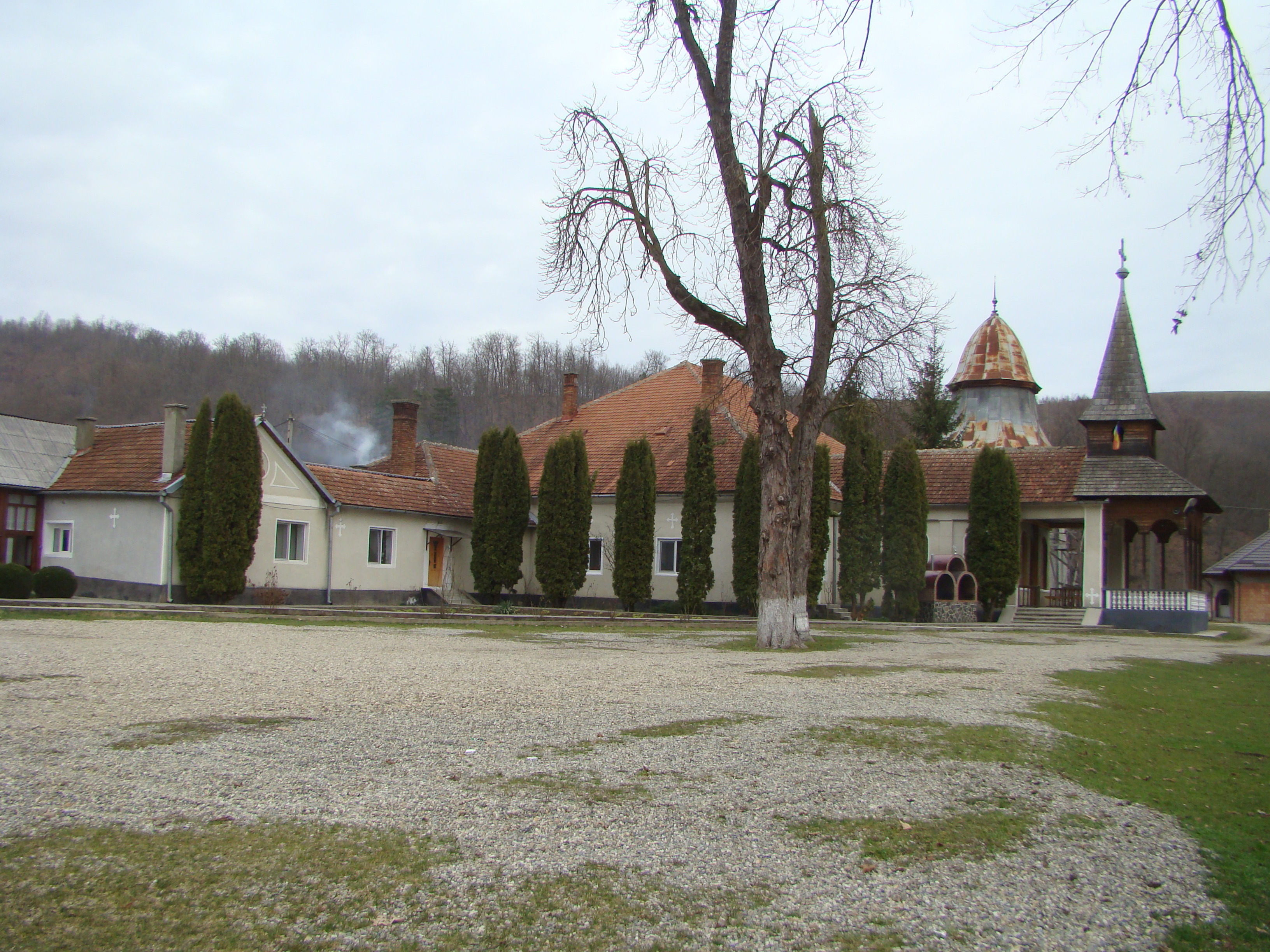
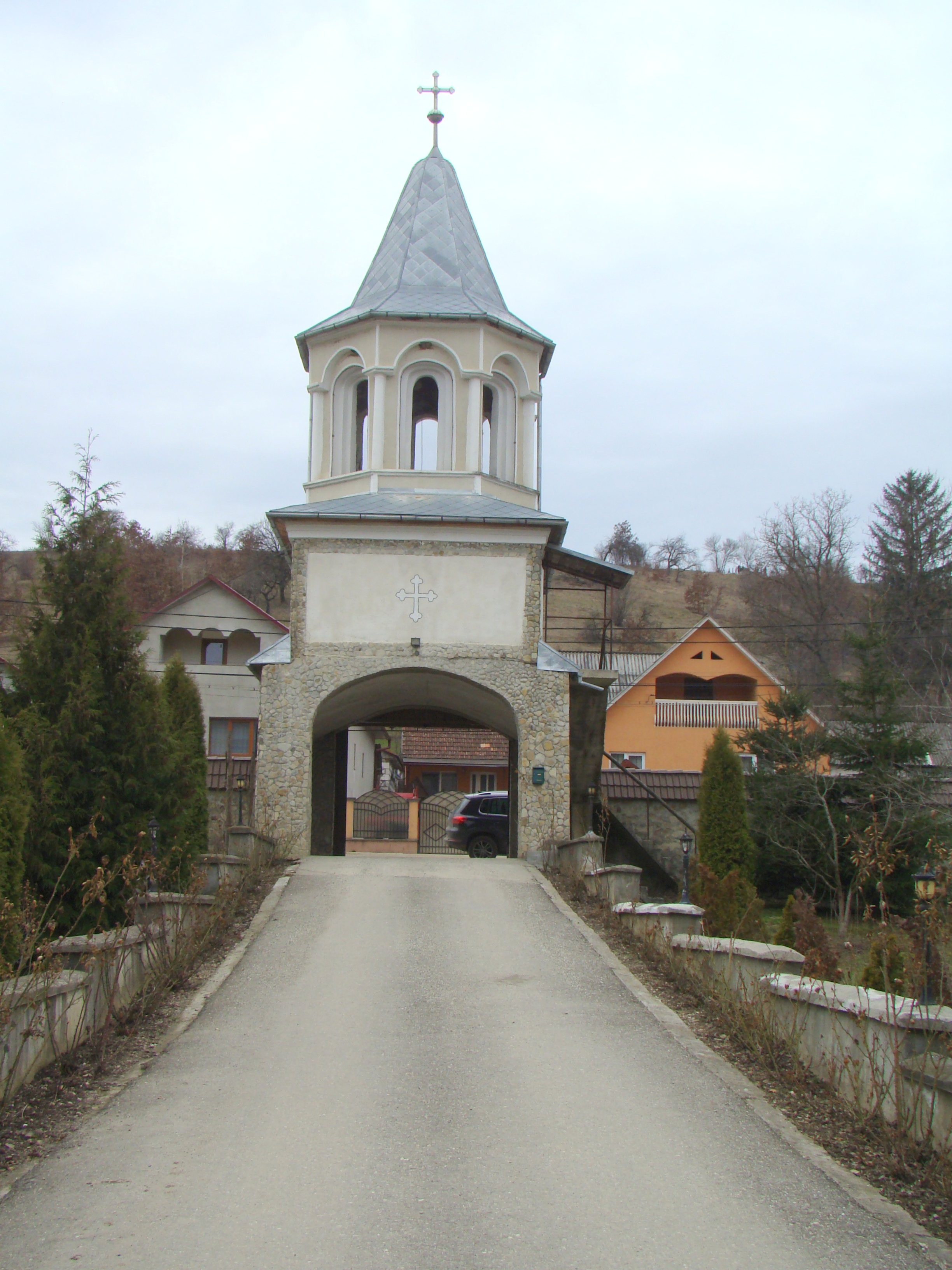